# Пашинино
Паши́нино — деревня Долгоруковского сельского поселения Долгоруковского района Липецкой области.

## География
Деревня Пшинино находится в северо-восточной части Долгоруковского района, в 9 км к северо-востоку от села Долгоруково. Располагается в истоке небольшого безымянного ручья левого притока реки Свишня. С востока с Пашинино примыкает деревня Колединовка.

## История
Деревня Пашинино основана не позднее 20-х годов XX века. В переписи населения 1926 года упоминается как единый с деревней Колединовка хутор «Коледино-Пашинин», в нём 24 двора, 151 житель. В 1932 году значится как хутор «Пашинин» — 40 жителей.
В 1928 году Пашинино в составе Долгоруковского района Елецкого округа Центрально-Чернозёмной области. После разделения ЦЧО в 1934 году Долгоруковский район вошёл в состав Воронежской, в 1935 — Курской, в 1939 году — Орловской области, а с 6 января 1954 года в составе вновь образованной Липецкой области.

## Население
| 2010 |
| ---- |
| 44   |

## Транспорт
Пашинино связано грунтовыми дорогами с деревнями Петровка и Колединовка, хутором Новопетровский, асфальтированной дорогой с посёлком Плоты и деревней Кочетовка.
В 2 км к востоку находится железнодорожная станция Плоты (линия Елец — Валуйки ЮВЖД).